# Manfred Klein
Manfred Klein (Berlino Ovest, 22 agosto 1947) è un ex canottiere tedesco.

## Palmarès

### Olimpiadi
- 2 medaglie:
  - 1 oro (Seul 1988 nell'otto[1])
  - 1 bronzo (Barcellona 1992 nell'otto[2])

### Mondiali
- 2 medaglie:
  - 2 ori (Tasmania 1990 nell'otto[1]; Vienna 1991 nell'otto[2])